# Швеция на летних Олимпийских играх 1976
Швеция принимала участие в Летних Олимпийских играх 1976 года в Монреале (Канада) в семнадцатый раз за свою историю и завоевала четыре золотые и одну серебряную медали. Сборную страны представляли 99 мужчин и 17 женщин.

## Медали
| Швеция на Олимпиаде 1976 года в Монреале | Швеция на Олимпиаде 1976 года в Монреале                              | Швеция на Олимпиаде 1976 года в Монреале | Швеция на Олимпиаде 1976 года в Монреале     | Швеция на Олимпиаде 1976 года в Монреале |
| Медаль                                   | Спортсмен                                                             | Вид спорта                               | Дисциплина                                   | Результат                                |
| ---------------------------------------- | --------------------------------------------------------------------- | ---------------------------------------- | -------------------------------------------- | ---------------------------------------- |
| Золото                                   | Юн Альбрехтссон Ингвар Ханссон                                        | Парусный спорт                           | Темпест                                      | 14,0                                     |
| Золото                                   | Андерс Гёрдеруд                                                       | Лёгкая атлетика                          | Бег на 3000 метров с препятствиями, мужчины  | 8.08,02 (WR)                             |
| Золото                                   | Бернт Юханссон                                                        | Велоспорт                                | Групповая шоссейная гонка на 175 км, мужчины | 4.46,52                                  |
| Золото                                   | Рольф Эдлинг Ёран Флудстрём Ханс Якобсон Лейф Хёгстрём Карл фон Эссен | Фехтование                               | Командная шпага, мужчины                     |                                          |
| Серебро                                  | Ульрика Кнапе                                                         | Прыжки в воду                            | Вышка, 10 метров, женщины                    | 402,60 очков                             |

## Результаты соревнований

### Академическая гребля
В следующий раунд из каждого заезда проходили несколько лучших экипажей (в зависимости от дисциплины). В финал A выходили 6 сильнейших экипажей, ещё 6 экипажей, выбывших в полуфинале, распределяли места в малом финале B
Мужчины
| Соревнование | Спортсмены    | Предварительный заезд | Предварительный заезд | Предварительный заезд | Отборочный заезд | Отборочный заезд | Отборочный заезд | Полуфинал | Полуфинал | Полуфинал | Финал   | Финал   | Итоговое место |
| Соревнование | Спортсмены    | Заезд                 | Время                 | Место                 | Заезд            | Время            | Место            | Заезд     | Время     | Место     | Время   | Место   | Итоговое место |
| ------------ | ------------- | --------------------- | --------------------- | --------------------- | ---------------- | ---------------- | ---------------- | --------- | --------- | --------- | ------- | ------- | -------------- |
| одиночки     | Ханс Свенссон | 2                     | 7:40,82               | 3 Q                   | не участвовал    | не участвовал    | не участвовал    | 2         | 7:00,60   | 4         | Финал B | Финал B | 9              |
| одиночки     | Ханс Свенссон | 2                     | 7:40,82               | 3 Q                   | не участвовал    | не участвовал    | не участвовал    | 2         | 7:00,60   | 4         | 7:59,36 | 3       | 9              |

### Гребля на байдарках и каноэ
Мужчины
| Спортсмен(ы)                                                    | Категория                 | Предварительный этап | Предварительный этап | Утешительный этап | Утешительный этап | Полуфинал | Полуфинал | Финал                 | Финал                 |
| Спортсмен(ы)                                                    | Категория                 | Время                | Место                | Время             | Место             | Время     | Место     | Время                 | Место                 |
| --------------------------------------------------------------- | ------------------------- | -------------------- | -------------------- | ----------------- | ----------------- | --------- | --------- | --------------------- | --------------------- |
| Ёран Баклунд                                                    | Каноэ-одиночки, 500 м     | 2.14,82              | 6                    | 2.07,81           | 3 Q               | 2.13,83   | 4         | Завершил выступление  | Завершил выступление  |
| Ёран Баклунд                                                    | Каноэ-одиночки, 1000 м    | 4.29,36              | 4                    | 4.28,18           | 3 Q               | 4.20,93   | 4         | Завершил выступление  | Завершил выступление  |
| Эрик Зейдлиц Бернд Линделёф                                     | Каноэ-двойки, 500 м       | 1.58,86              | 4                    | 1.53,94           | 3 Q               | 1.36,81   | 4         | Завершили выступление | Завершили выступление |
| Эрик Зейдлиц Бернд Линделёф                                     | Каноэ-двойки, 1000 м      | 3.49,53              | 3 Q                  |                   |                   | 4.00,26   | 2 Q       | 4.07,84               | 4                     |
| Берндт Андерссон                                                | Байдарки-одиночки, 1000 м | 3.57,00              | 4                    | 4.08,62           | 3 Q               | 3.47,97   | 3 Q       | 3.51,94               | 6                     |
| Андерс Андерссон Ларс Андерссон                                 | Байдарки-двойки, 500 м    | 1.42,56              | 4                    | 1.43,60           | 1 Q               | 1.39,86   | 2 Q       | 1.39,63               | 7                     |
| Андерс Андерссон Ларс Андерссон                                 | Байдарки-двойки, 1000 м   | 3.34,43              | 2 Q                  |                   |                   | 3.28,27   | 3         | Завершили выступление | Завершили выступление |
| Андерс Ларссон Хокан Маттсон Сакари Пелтонен Челль Хассельквист | Байдарки-четвёрки, 1000 м | 3.14,24              | 4                    | 3.08,72           | 1 Q               | 3.17,60   | 5         | Завершили выступление | Завершили выступление |

Женщины
| Спортсменка | Категория                | Предварительный этап | Предварительный этап | Утешительный этап | Утешительный этап | Полуфинал             | Полуфинал             | Финал                 | Финал                 |
| Спортсменка | Категория                | Время                | Место                | Время             | Место             | Время                 | Место                 | Время                 | Место                 |
| ----------- | ------------------------ | -------------------- | -------------------- | ----------------- | ----------------- | --------------------- | --------------------- | --------------------- | --------------------- |
| Марита Ског | Байдарки-одиночки, 500 м | 2.22,14              | 7                    | 2.14,60           | 4                 | Завершила выступление | Завершила выступление | Завершила выступление | Завершила выступление |